# Mistrzostwa Świata w Kolarstwie Przełajowym 1993
44. Mistrzostwa Świata w Kolarstwie Przełajowym 1993 odbyły się we włoskiej miejscowości Azzano Decimo, w dniach 30 - 31 stycznia 1993 roku. Rozegrano wyścigi mężczyzn w kategoriach zawodowców, amatorów i juniorów. Były to ostatnie mistrzostwa świata, na których odbył się wyścig amatorów.

## Medaliści
| Konkurencja:                 | Złoto:            | Czas      | Srebro:        | Czas     | Brąz:           | Czas     |
| Klasyfikacja mężczyzn        |                   |           |                |          |                 |          |
| Zawodowcy (31 stycznia 1993) | Dominique Arnould | 1:03:17 h | Mike Kluge     | + 0:09 m | Wim de Vos      | + 0:16 m |
| Amatorzy (30 stycznia 1993)  | Henrik Djernis    | 46:23 m   | Ralph Berner   | + 0:06 m | Daniele Pontoni | + 0:30 m |
| Juniorzy (30 stycznia 1993)  | Kamil Ausbuher    | 45:18 m   | Jaromír Friede | + 0:38 m | Miguel Martinez | + 0:51 m |

## Szczegóły

### Zawodowcy
| Medal | Zawodnik           | Narodowość | Czas      |
| ----- | ------------------ | ---------- | --------- |
|       | Dominique Arnould  | Francja    | 1:03:17 h |
|       | Mike Kluge         | Niemcy     | + 0:09    |
|       | Wim de Vos         | Holandia   | + 0:16    |
| 4     | David Pagnier      | Francja    | + 0:47    |
| 5     | Adrie van der Poel | Holandia   | + 2:07    |
| 6     | Fabrizio Margon    | Włochy     | + 2:22    |
| 7     | Beat Wabel         | Szwajcaria | + 2:33    |
| 8     | Paul De Brauwer    | Belgia     | + 2:36    |
| 9     | Sandro Bono        | Włochy     | + 2:37    |
| 10    | Luca Bramati       | Włochy     | + 2:46    |

### Amatorzy
| Medal | Zawodnik            | Narodowość | Czas    |
| ----- | ------------------- | ---------- | ------- |
|       | Henrik Djernis      | Dania      | 46:23 m |
|       | Ralph Berner        | Niemcy     | + 0:06  |
|       | Daniele Pontoni     | Włochy     | + 0:30  |
| 4     | Ondřej Lukeš        | Czechy     | + 0:30  |
| 5     | Richard Groenendaal | Holandia   | + 0:36  |
| 6     | Thomas Frischknecht | Szwajcaria | + 0:40  |
| 7     | Dariusz Gil         | Polska     | + 0:43  |
| 8     | Marc Janssens       | Belgia     | + 0:46  |
| 9     | Pavel Elsnic        | Czechy     | + 0:51  |
| 10    | Urs Marwalder       | Szwajcaria | + 1:08  |

### Juniorzy
| Medal | Zawodnik          | Narodowość | Czas    |
| ----- | ----------------- | ---------- | ------- |
|       | Kamil Ausbuher    | Czechy     | 45:18 m |
|       | Jaromír Friede    | Czechy     | + 0:38  |
|       | Miguel Martinez   | Francja    | + 0:51  |
| 4     | Beat Blun         | Szwajcaria | + 0:53  |
| 5     | Urs Steinmann     | Niemcy     | + 1:05  |
| 6     | Elvis Zucchi      | Włochy     | + 1:26  |
| 7     | Gretienus Gommers | Holandia   | + 1:31  |
| 8     | Mark Eberhard     | Niemcy     | + 1:57  |
| 9     | Aleš Mudroch      | Czechy     | + 2:35  |
| 10    | Yader Zoli        | Włochy     | + 2:35  |

## Tabela medalowa
| Miejsce | Państwo  |   |   |   |   |
| ------- | -------- | - | - | - | - |
| 1.      | Czechy   | 1 | 1 | 0 | 2 |
| 2.      | Francja  | 1 | 0 | 1 | 2 |
| 3.      | Dania    | 1 | 0 | 0 | 1 |
| 4.      | Niemcy   | 0 | 2 | 0 | 2 |
| 5.      | Holandia | 0 | 0 | 1 | 1 |
| 5.      | Włochy   | 0 | 0 | 1 | 1 |